# Juliet Ibrahim
Juliet Ibrahim (Harper, 3 de marzo de 1986) es una actriz, productora de cine, cantante y filántropa ghanesa. Ganó el premio a mejor actriz en los Ghana Movie Awards de 2010 por su trabajo en la película 4 Play. Según la revista A-listers, se la conoce como la "mujer más bella de África Occidental".

## Carrera
Hizo su debut en el cine en la película de 2005 Crime to Christ, protagonizada por Majid Michel. Su primera película de Nollywood fue Yankee Boys, y a partir de entonces ha participado en más de 50 películas. En 2014 produjo su primera película, Number One Fan, donde interpreta además a una actriz que es acosada por un fanático. Su segunda película, Shattered Romance logró fuerte repercusión en Ghana y en Nigeria. En 2016 ganó el premio de la actriz del año en la gala de los Starzzawards.

## Filmografía
- Crime to Christ (2005)
- In The Eyes of My Husband (2007)
- Yankee Boys (2008)
- Losing You (2008)
- Royal Storm (2009)
- Restore My Love (2009)
- Naked Weapon (2009)
- Dead End (2008)
- Lost Desire (2008)
- Bloodfight (2007)
- Beautiful King (2009)
- Tattoo Boys (2009)
- Missing Child (2009)
- Honor My Will (2008)
- Cash Adventure (2008)
- Hidden (2009)
- Last Hope (DNA test) (2009)
- Queen's Pride (2009)
- Enemy of My Soul (2009)
- Princess  Rihanna  (2010)
- Millions (2010)
- 4play (2010)
- Master of the Game (2011)
- Battle of love (2011)
- 4play reloaded (2010)
- Crazy Scandal (2010)
- Beyond love (2010)
- Marriage of sorrows (2009)
- 30 Days in Atlanta (2014)
- Life after Marriage (2014)
- Number One Fan (2014)
- Shattered Romance (2015)
- Teens Life (2015)
- Anniversary (2015)
- Black Bride (2016)
- Rough Day (2015)
- Perfect Crime (2017)
- 10 Days in Sun City (2016)
- London Fever (2016)
- Ladan Noma (2016)